# Euphoresia sequens
Euphoresia sequens är en skalbaggsart som beskrevs av Brenske 1901. Euphoresia sequens ingår i släktet Euphoresia och familjen Melolonthidae. Inga underarter finns listade i Catalogue of Life.